# 크리켓
크리켓(cricket)은 배트와 공을 사용하는 단체 경기이다. 11명으로 이루어진 두 팀이 교대로 공격과 수비를 하면서 공을 배트로 쳐서 득점을 겨루는 방식으로 진행된다. 경기 시간이 매우 길어 보통 하루 동안 2회전으로 치러지지만 국제 경기에서는 한 시합이 약 1주일가량 계속된다.
크리켓에 대한 최초의 기록은 16세기 잉글랜드 남부에서 이 경기를 즐겼던 것에 대한 내용이다. 이후 점차 발전을 거듭하여 18세기에 이르러서는 영국의 국기(國技)가 되었다. 대영 제국의 팽창에 따라 19세기에는 영국 외의 국가에도 보급되기 시작했으며, 국제 대회도 생겨났다. 오늘날 크리켓을 관장하는 국제 단체인 국제 크리켓 평의회(ICC)는 105개 회원국을 보유하고 있다. 크리켓 경기의 형태 중 하나인 테스트 크리켓은 전 세계 많은 국가에서 매우 대중적인 스포츠이며, 이 때문에 크리켓은 세계에서 축구 다음으로 가장 인기있는 스포츠로 여겨진다.

## 경기 방식

일반적인 크리켓 경기장의 구조.

크리켓은 각각 11명의 선수로 이루어진 두 팀이 겨루는 경기이다. 경기 장소는 크리켓 경기장이며, 그 크기와 구조에는 다양한 종류가 존재한다. 경기장 표면에는 잔디가 깔려 있으며, 주기적으로 비료를 뿌리고 일정한 길이로 잘라주며 평탄화 작업을 하는 등의 관리를 해준다. 이 원형 경기장의 지름은 대개 137-150미터 정도이다. 바운더리라고 불리는 경계선은 지표면에 페인트로 그리거나 로프를 박아 표시한다. 크리켓 규정에는 경기장의 크기와 모양에 대한 특별한 규정이 존재하지 않지만. 우측 그림과 같은 타원형의 경기장 형태가 가장 일반적이다.
크리켓 경기의 목표는 상대팀보다 더 많은 런을 기록하고, 상대팀을 완전히 아웃시키는 것이다. 경기에서 승리팀을 가리는 방법에 따라 크게 두 가지 경기 방식이 존재하는데, 하나는 상대팀보다 먼저 최대 런을 기록하는 팀이 승자가 되는 방식이고, 또 다른 하나는 최대 런을 기록하고 상대팀을 아웃까지 시켜야 승리할 수 있는 방식이다. 특히 후자의 경우 어느 팀도 상대팀을 아웃시키지 못 할 경우 경기는 무승부가 될 수도 있다.
경기 시작 전에 양팀의 주장은 동전 던지기(토스)로 공격과 수비 순서를 정한다. 토스에서 이긴 팀의 주장은 경기 당일의 경기장 상태와 날씨 등을 고려하여 전략적으로 공격과 수비 중 어느 것을 먼저 할지 결정하게 된다.
경기장 중앙에는 피치라 불리는 긴 직사각형의 공간이 있으며 여기에서 볼러(투수)와 배트맨이 야구와 유사한 방식으로 공을 던지고 쳐내면서 경기가 진행된다. 야구와는 다르게 볼러(투수)는 먼거리를 달려와 공을 던지게 되며, 공을 던질 때에는 볼러의 팔꿈치가 완전히 펴진 상태여야만 정상투구로 인정된다. 피치의 양쪽 끝에는 위켓이 설치되어 있는데, 수비팀에게는 이것이 상대편을 아웃시키기 위한 공격 목표가 되며, 공격팀은 이를 막아내면서 볼러가 던지는 공을 쳐내야 득점할 수 있다. 크리켓에서의 득점은 런이라는 단위로 기록되는데, 이것은 배트맨이 공을 쳐낸 후 배트를 들고 피치의 반대편까지 뛰어가야 획득할 수 있다. 그밖에 런을 기록할 수 있는 또 다른 방법은 아래에 설명되어 있다. 배트맨이 런을 추가하기 위해 뛰는 것을 중단하면 공은 다시 볼러에게 돌아가게 된다.
수비팀은 다양한 방법으로 배트맨을 아웃시킬 수 있으며, 공격팀이 모두 아웃되면 공수 교대를 하게 된다.
프로 경기에서 필드에는 모두 15명의 사람들이 올라와 있게 된다. 이 중 두 명은 심판으로 경기 중 일어나는 모든 상황에 대한 판정을 맡는다. 또 다른 두 명은 배트맨이며, 이 중 한 명은 볼러가 던지는 공을 쳐내는 역할을 하는 스트라이커(striker)이며, 공을 치지 않는 다른 한 명은 논스트라이커(non-striker)라 불린다. 두 배트맨은 런이 기록되고 오버가 끝남에 따라 역할을 교대하게 된다. 나머지 11명은 수비팀 선수들로, 그중 한 명은 공을 던지는 볼러이고 또 다른 한 명은 위켓키퍼, 그리고 나머지 9명은 수비수들이다. 위켓키퍼(혹은 키퍼)는 거의 대부분 해당 포지션을 전담하는 선수가 있지만 볼링은 수비수 중 누구나 할 수 있다.

### 피치, 위켓, 크리스

크리켓 피치의 규격.

피치의 길이는 20미터(22야드)이며 폭은 3미터(10피트)이다. 평평한 땅 위에 잔디가 심어져 있으며, 이 잔디는 매우 짧아서 경기가 진행되면서 부분적으로 닳아 없어지게 된다. 피치의 상태는 경기 전략상 매우 중요한 요소로 각 팀은 현재의 피치 상태는 물론 경기 진행에 따른 그 상태의 변화까지 예상하여 작전을 짜게 된다. 피치의 상태가 경기에 큰 영향을 끼치는 만큼 경기 중에 피치 위 또는 피치 부근에서 연습을 하는 행위는 허용되지 않는다.
하나의 위켓은 나무로 만들어진 세 개의 스텀프 및 그 스텀프들 사이에 올려진 두 개의 베일로 구성된다. 베일을 포함한 위켓의 전체 높이는 720밀리미터(28.5인치)이며 세 개의 스텀프가 이루는 전체 폭은 230밀리미터(9인치)이다.
위켓 주변에 페인트로 칠해져 있는 4개의 선은 크리스라 불리며, 이것은 배트맨이 아웃당하지 않는 안전 지역이자 볼러가 공을 던지기 위해 접근할 수 있는 한계선이다. 이 선들은 각각 팝핑(popping) 크리스, 배팅 크리스, 볼링 크리스, 그리고 리턴 크리스 등의 명칭을 갖고 있다.

위켓은 세 개의 스텀프와 두 개의 베일로 구성되어 있다.

위켓은 볼링 위에 설치되며, 두 위켓 사이의 거리는 20미터(22야드)가 되어야 한다. 볼링 크리스의 길이는 2.64미터(8피트 8인치)이고, 위켓의 가운데 스텀프가 정확히 볼링 크리스의 중앙에 위치한다. 팝핑 크리스도 그와 같은 길이를 가지며, 볼링 크리스와 평행하게 위켓보다 1.2미터(4피트) 앞에 그어져 있다. 리턴 크리스는 이 두 크리스와 수직으로 그어져 있는 두 개의 선으로, 팝핑 크리스 및 볼링 크리스의 양쪽 끝을 지나며 그 길이는 최소 2.4미터(8피트) 이상이다.
공을 던질 때 볼러의 디딤발은 반드시 두 개의 리턴 크리스 안쪽에 위치해야 하며, 이후 앞으로 내딛는 발은 팝핑 크리스 위나 또는 그보다 뒤에 위치해야 한다. 볼러가 이 규정을 위반할 경우, 심판은 '노 볼'(No ball)을 선언하게 된다. '노 볼'일 경우에는 한 오버를 끝내기 위한 6개의 공으로 치지 않는다.
배트맨에게 팝핑 크리스는 아웃 당하지 않을 수 있는 안전 지역의 한계선이 되며, 배트맨이 이 영역을 벗어나 있을 때 위켓이 쓰러지면 배트맨은 아웃 당하게 된다.
피치는 그 단단한 정도가 경기장마다 모두 다르며, 볼러는 이를 고려하여 바운드와 스핀 등을 활용하게 된다. 표면이 단단한 피치는 바운드가 높으면서 일정하기 때문에 일반적으로 배팅하는 쪽에 유리하다. 피치 표면이 건조할 경우 갈라짐이 많이 생기는데 이 때는 스핀을 잘 구사하는 볼러에게 유리하다. 피치에 습기가 많거나 잔디가 깔려 있는 경우(이를 그린 피치라고 부름) 바운드가 빨라지게 되어 구속이 빠른 공을 던지는 볼러에게 유리하다. 그러나 시간이 지날수록 습기가 마르면서 점점 배팅하는 쪽이 유리해진다.

## 회원국

### 정회원국
정회원국은 단일 국가 혹은 복수 국가들에 의한 연합국의 크리켓 경기 운영을 관장하며, 소속 지역 전체에 대한 대표성도 갖고 있다. 정회원국은 공식 테스트 경기에 대표팀을 파견할 권리를 가지며, 원데이 인터내셔널(ODI) 및 트웬티20 인터내셔널 본선에 자동 진출하게 된다. 서인도제도 크리켓 팀은 한 국가의 대표팀이 아닌 카리브 제도 10여개국의 연합팀이다. 잉글랜드 크리켓 팀은 잉글랜드 및 웨일스를 대표한다.
| 국가              | 협회                          | 가입 시기        | 현재 ODI 랭킹 | 현재 테스트 랭킹 | 현재 T20 랭킹1 |
| ----------------- | ----------------------------- | ---------------- | ------------- | ---------------- | -------------- |
| 오스트레일리아    | 크리켓 오스트레일리아         | 1909년 7월 15일  | 1             | 2                | 4              |
| 방글라데시        | 방글라데시 크리켓 위원회      | 2000년 6월 26일  | 9             | 9                | 10             |
| 잉글랜드          | 잉글랜드 웨일스 크리켓 위원회 | 1909년 7월 15일  | 6             | 3                | 6              |
| 인도              | 인도 크리켓 조정 위원회       | 1926년 5월 31일  | 2             | 7                | 5              |
| 뉴질랜드          | 뉴질랜드 크리켓               | 1926년 5월 31일  | 5             | 5                | 8              |
| 파키스탄          | 파키스탄 크리켓 위원회        | 1953년 7월 28일  | 7             | 4                | 1              |
| 남아프리카 공화국 | 남아프리카 공화국 크리켓      | 1909년 7월 15일2 | 4             | 1                | 2              |
| 스리랑카          | 스리랑카 크리켓               | 1981년 7월 21일  | 3             | 6                | 3              |
| 서인도 제도       | 서인도제도 크리켓 위원회      | 1926년 5월 31일  | 8             | 8                | 7              |
| 짐바브웨          | 짐바브웨 크리켓 연합          | 1992년 7월 6일   | 11            | 10               | 9              |

1T20 랭킹은 오직 정회원국 간에 치러진 T20 경기의 승률만으로 산정되었음.
21961년 5월 탈퇴 후 1991년 7월 10일 재가입함.

### 준회원국 및 친선 회원국
준회원국 및 친선 회원국들의 경우, 테스트 크리켓에는 참가 자격이 주어지지 않지만 원데이 인터내셔널에는 월드 크리켓 리그에서의 성적에 따라 참가 자격을 얻을 수 있다. 즉, 월드 크리켓 리그에서 최종 성적상 상위 6개 팀은 원데이 인터내셔널(ODI) 및 트웬티20 인터내셔널(T20)에 참가하여 정회원국들과 겨룰 수 있는 기회를 얻는다.
현재 ODI 및 T20 참가 자격을 갖고 있는 상위 6개 준회원국 및 친선 회원국은 다음과 같다.
| 국가         | 협회                              | 자격 획득 연도 | 현재 ODI 랭킹 | 현재 T20 랭킹1 |
| ------------ | --------------------------------- | -------------- | ------------- | -------------- |
| 아프가니스탄 | 아프가니스탄 크리켓 연맹          | 2001           | 14            | 14             |
| 캐나다       | 크리켓 캐나다                     | 1968           | 16            | 13             |
| 아일랜드     | 크리켓 아일랜드                   | 1993           | 11            | 12             |
| 케냐         | 크리켓 케냐                       | 1981           | 12            | 15             |
| 네덜란드     | 코닌클레이케 네덜란드 크리켓 연맹 | 1966           | 13            | 11             |
| 스코틀랜드   | 크리켓 스코틀랜드                 | 1994           | 15            | 16             |

1T20 랭킹은 오직 국제 T20 경기(정회원국을 상대로한 경기 포함)에서의 승률만으로 산정되었음.

## 세계 랭킹
- 2021년 1월 기준

### 남자
| Test순위 | 국가              | ODI순위 | 국가              | T20순위 | 국가              |
| -------- | ----------------- | ------- | ----------------- | ------- | ----------------- |
| 1        | 뉴질랜드          | 1       | 잉글랜드          | 1       | 잉글랜드          |
| 2        | 인도              | 2       | 인도              | 2       | 호주              |
| 3        | 호주              | 3       | 뉴질랜드          | 3       | 인도              |
| 4        | 잉글랜드          | 4       | 호주              | 4       | 파키스탄          |
| 5        | 남아프리카 공화국 | 5       | 남아프리카 공화국 | 5       | 남아프리카 공화국 |
| 6        | 스리랑카          | 6       | 파키스탄          | 6       | 뉴질랜드          |
| 7        | 파키스탄          | 7       | 방글라데시        | 7       | 스리랑카          |
| 8        | 서인도            | 8       | 스리랑카          | 8       | 방글라데시        |
| 9        | 방글라데시        | 9       | 서인도            | 9       | 아프가니스탄      |
|          |                   | 10      | 아프가니스탄      | 10      | 서인도            |
|          |                   | 14      | 오만              | 13      | 아랍에미리트      |
|          |                   | 16      | 네팔              | 15      | 네팔              |
|          |                   | 17      | 아랍에미리트      | 18      | 오만              |
|          |                   | 20      | 파푸아뉴기니      | 20      | 싱가포르          |
|          |                   |         |                   | 22      | 카타르            |
|          |                   |         |                   | 23      | 홍콩              |
|          |                   |         |                   | 26      | 쿠웨이트          |
|          |                   |         |                   | 28      | 사우디아라비아    |
|          |                   |         |                   | 32      | 말레이시아        |
|          |                   |         |                   | 48      | 필리핀            |
|          |                   |         |                   | 49      | 바레인            |
|          |                   |         |                   | 57      | 일본              |
|          |                   |         |                   | 66      | 태국              |
|          |                   |         |                   | 68      | 대한민국          |
|          |                   |         |                   | 85      | 지브롤터          |

### 여자
| ODI순위 | 국가              | T20 | 국가              |
| ------- | ----------------- | --- | ----------------- |
| 1       | 호주              | 1   | 호주              |
| 2       | 인도              | 2   | 잉글랜드          |
| 3       | 잉글랜드          | 3   | 인도              |
| 4       | 남아프리카 공화국 | 4   | 뉴질랜드          |
| 5       | 뉴질랜드          | 5   | 남아프리카 공화국 |
| 6       | 서인도            | 6   | 서인도            |
| 7       | 파키스탄          | 7   | 파키스탄          |
| 8       | 방글라데시        | 8   | 스리랑카          |
| 9       | 스리랑카          | 9   | 방글라데시        |
| 10      | 아일랜드          | 10  | 아일랜드          |
|         |                   | 11  | 태국              |
|         |                   | 14  | 네팔              |
|         |                   | 17  | 아랍에미리트      |
|         |                   | 20  | 인도네시아        |
|         |                   | 24  | 홍콩              |
|         |                   | 26  | 중국              |
|         |                   | 29  | 일본              |
|         |                   | 35  | 미얀마            |
|         |                   | 36  | 쿠웨이트          |
|         |                   | 39  | 말레이시아        |
|         |                   | 42  | 오만              |
|         |                   | 43  | 부탄              |
|         |                   | 44  | 대한민국          |
|         |                   | 56  | 페루              |

## 같이 보기
- 국제 크리켓 평의회